# Le Prêtre et la Jeune Fille (film, 1966)
Pour les articles homonymes, voir Le Prêtre et la Jeune Fille.
Pour plus de détails, voir Fiche technique et Distribution.
Le Prêtre et la Jeune Fille (O Padre e a Moça) est un film brésilien, sorti en 1966.
Le film est en sélection officielle à la Berlinale 1966. En novembre 2015, le film est inclus dans la liste établie par l'Association brésilienne des critiques de cinéma (Abraccine) des 100 meilleurs films brésiliens de tous les temps.

## Synopsis
Près de Diamantina dans le Minas Gerais, les mines de diamant sont sur le déclin. Dans un village isolé, Mariana est l'objet de la convoitise des hommes.

## Fiche technique
- Titre original : O Padre e a Moça
- Titre français : Le Prêtre et la Jeune Fille
- Réalisation : Joaquim Pedro de Andrade
- Scénario : Joaquim Pedro de Andrade d'après Carlos Drummond de Andrade
- Pays d'origine : Brésil
- Format : Noir et blanc - 35 mm - Mono
- Genre : drame
- Durée : 90 minutes
- Date de sortie : 
  -  Brésil : 28 mars 1966

## Distribution
- Helena Ignez : Mariana
- Paulo José : le prêtre
- Mário Lago : Fortunato
- Fauzi Arap : Vitorino